# نورالحق نسیمی
نورالحق نسیمی متولد ۱۹۶۷ در شهرستان غوربند ولایت پروان افغانستان است. نسیمی فعال سیاسی و حقوق مهاجران در بریتانیا است.

## زندگی‌نامه
او در شهرستان غوربند ولایت پروان از ولایات شمالی کشور افغانستان در خانواده ای علاقه‌مند به فرهنگ دیده به دنیا آمد و دوران کودکی را در شهر پلخمری ولایت بغلان گذراند و جهت تحصیل علوم در دانشگاه‌به اوکراین رفت. او پس از اخذ مدرک دکتری علوم سیاسی از دانشگاه مچینکو به افغانستان بازگشت.
او از سوی گروه طالبان محدود شده و احساس آزادی و امنیت خود را از دست داد و برای رسیدن بهبریتانیا در سال ۱۹۹۹، راه مهاجرت را در پیش گرفت. بعد از سه ماه همراه با کودکانش از طریق یک کامیون یخچالی وارد انگلستان شد و پناهنده شد.

## خلاصه فعالیت‌ها
نسیمی همراه با همسرش در سال ۲۰۰۱ مؤسسه افغانستان و آسیای میانه را در منطقه لویشم (شرق لندن) تأسیس کرد. او خدمات مؤسسه را با ایجاد کلاس‌های آموزش زبان انگلیسی، مشورت‌های حقوقی و خدمات توانمندسازی برای زنان و کلاسه‌ای تکمیلی برای اطفال مهاجر شروع کرد. او در سال ۲۰۱۳یک مؤسسه را که مرکز مشوره دهی بود را در افغانستان تاسیس کرد.

وی برای مهاجرانی که برای پناهندگی به اروپا آمدند نیز کمک‌های حقوقی انجام می‌دهد.

با آغاز سال۲۰۲۰ میلادی و شیوع ویروس کرونا در سراسر دنیا او کارزاری جهت جمع‌آوری کمک‌های انسان دوستانه، جهت تهیه مواد اولیه غذایی به مردم افغانستان به راه انداخت.

## جوایز
او در سال ۲۰۱۸ جایزه ویژه ملکه بریتانیا را به خاطر ایجاد محیط خوب برای تجربه کاری جوانان داوطلب دریافت کرد.
او همچنین در سال۲۰۲۰ برنده جایزه بهترین شهروند بریتانیا به خاطر خدمات اجتماعی شد.